# タカハシ (奈良県)
株式会社タカハシは、かつて奈良県奈良市神殿町691-3に本社を置いていた、主に医薬品・医療機器の卸売りを扱う企業であった。 現在は、メディセオ・パルタックホールディングスグループの一社「クラヤ三星堂」である。

## 沿革
- 昭和25年6月1日　「株式会社高橋義一薬局」設立
- 昭和56年6月1日　資本金3,500千円で医薬品卸部門を分離独立させ「株式会社タカハシ」に社名変更
- 昭和63年　奈良県の「株式会社カイホウ」に卸部門を併合させ小売・調剤となる。

## 概要
- 代表取締役社長　高橋由一
- 代表取締役専務　高橋栄二
- 代表取締役　山本昭信・高岡省三
- 監査　高橋クラ